# العاشور
مدينة جزائرية تابعة لولاية الجزائر هي بلدية تابعة لدائرة درارية. 
- عدد السكان في 2006 كان 20,402ن
- الرمز البريدي 16403

## مواضيع ذات صلة
- تاريخ ولاية الجزائر
- بلديات ولاية الجزائر
- دوائر ولاية الجزائر